# Sébastien Lenté
 (novembre 2023).
Si vous disposez d'ouvrages ou d'articles de référence ou si vous connaissez des sites web de qualité traitant du thème abordé ici, merci de compléter l'article en donnant les références utiles à sa vérifiabilité et en les liant à la section « Notes et références ».
Sébastien Lenté, né le 12 janvier 1985 à Saint-Quentin, est un rameur français.

## Biographie
Il découvre l’aviron à 12 ans au club de l’Aviron Saint-Quentinois à la vue de rameurs à l’entrainement. Les automatismes se font très vite ressentir et Sébastien remporte des titres nationaux. Multiple champion de France depuis 2001, il se classe à la 9e place lors de sa participation à son premier championnat du monde des moins de 23 ans.
En 2006, parallèlement à sa carrière de sportif de haut niveau, Sébastien rejoint SNCF en tant que Chef de Projets à l'Infrapôle de Nancy.  
En 2007, Sébastien souhaite conjuguer carrière sportive et carrière professionnelle. A force de persévérance, il intègre le dispositif Athlète SNCF. Ce dispositif lui permet d’aménager ses horaires de travail avec ses séances quotidiennes d’entrainements.  
À partir de 2008, il sera régulièrement sur les devants de la scène lors des compétitions internationales, notamment lors des championnats du monde où sa plus belle performance sera réalisée en 2008 avec une médaille d’argent en deux de pointe avec barreur. Egalement détenteur de deux médailles aux Championnats d’Europe, or et bronze, respectivement en 2008 et 2009.  Sa progression est constante et il enrichit au fil des années son palmarès national et international.

## Palmarès

### Championnats du monde
- 2008 à Linz, Autriche
  -  Médaille d'argent en deux de pointe avec barreur

### Coupe du monde
- Médaille de bronze en huit de pointe avec barreur – 2013

### Championnats d'Europe
- 2008 à Athènes, Grèce
  -  Médaille d'or en huit barré
- 2009 à Brest, Biélorussie
  -  Médaille de bronze en huit barré

### Championnat de France
- Médaille d’argent en deux de pointe avec barreur – 2006.
- Médaille d’or en deux de pointe avec barreur – 2007.
- Médaille d’or en deux de pointe avec barreur – 2008.
- Médaille de bronze en deux de pointe sans barreur – 2008·
- Médaille d’or en deux de pointe avec barreur – 2009·
- Médaille de bronze en deux de pointe sans barreur – 2009·
- Médaille de bronze en deux de pointe sans barreur – 2010·
- Médaille d’or en quatre de pointe avec barreur – 2011·
- Médaille de bronze en deux de pointe sans barreur – 2011·
- Médaille de bronze en deux de pointe sans barreur – 2012·
- Médaille de bronze en deux de pointe sans barreur – 2013·